# Мундштук (деталь музыкального инструмента)

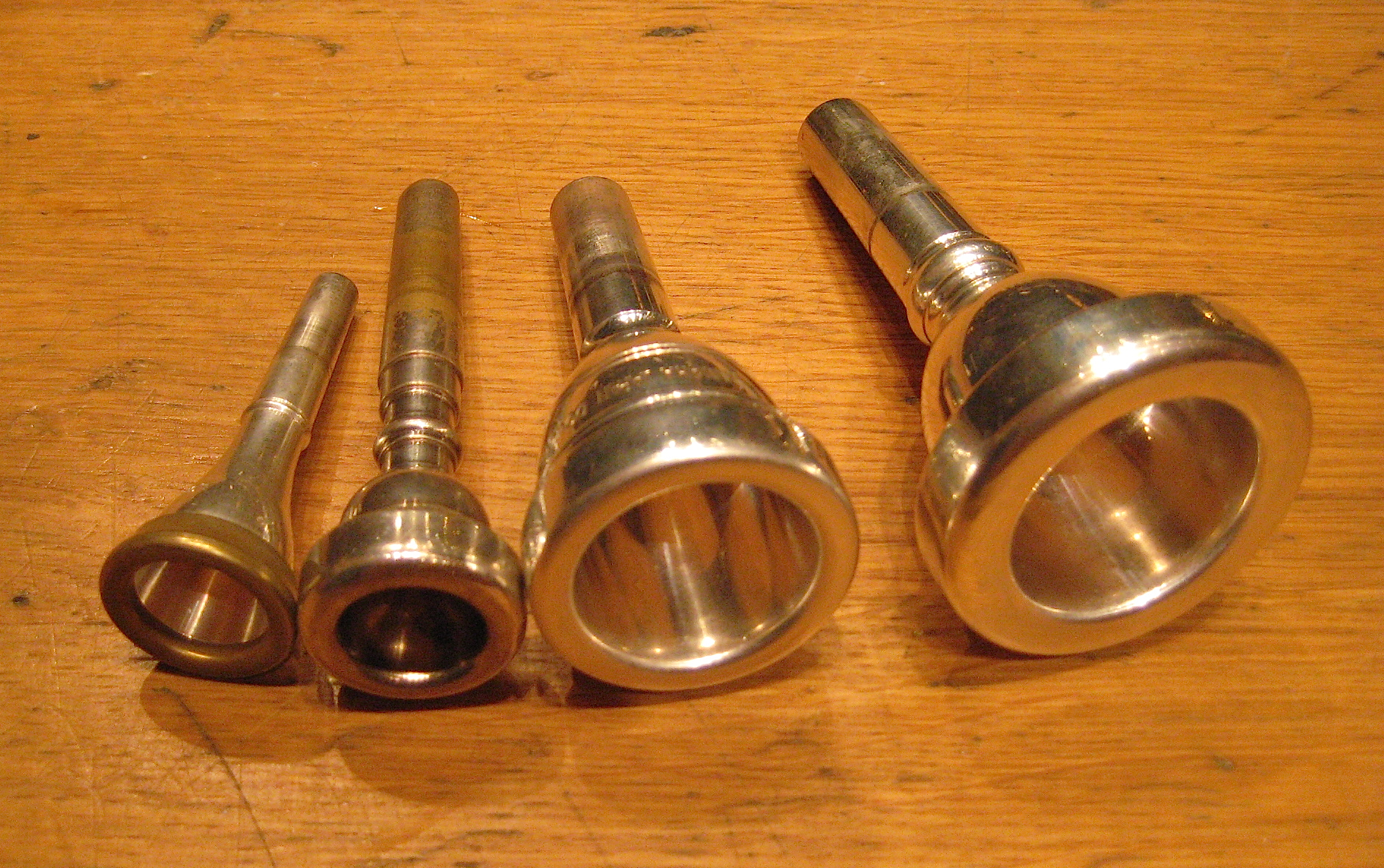
Мундштуки медных духовых — валторны, трубы, тромбона, тубы

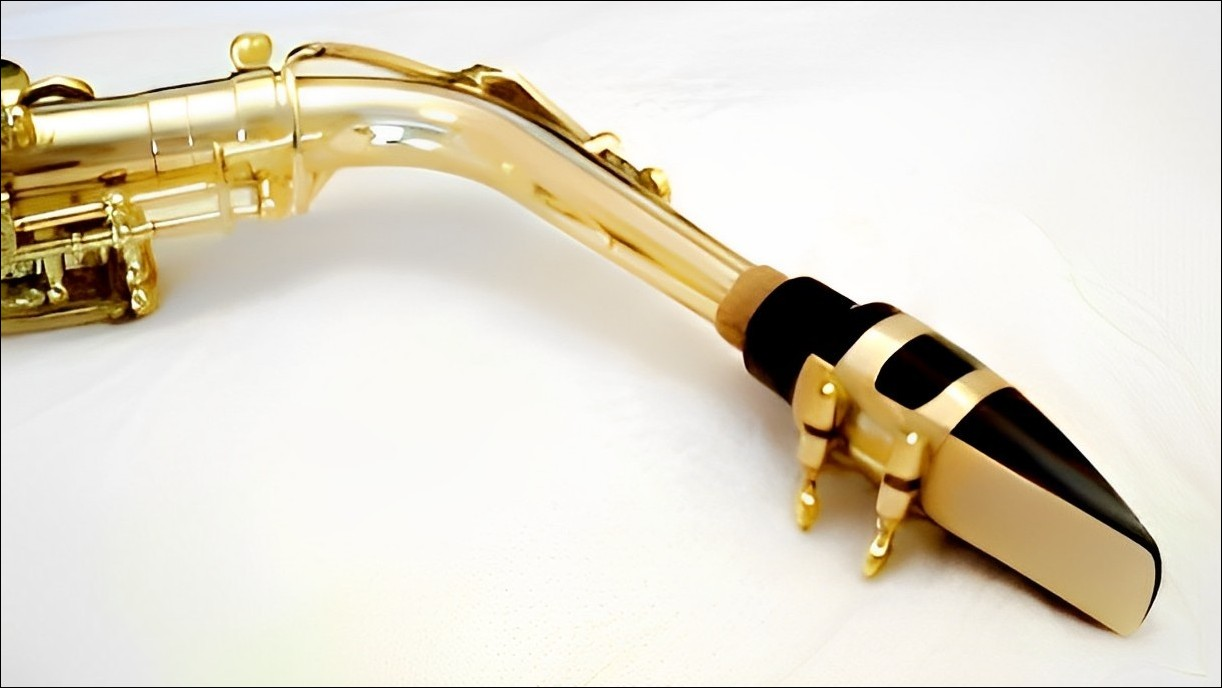
Мундштук саксофона с тростью, одетый на эску

Мундшту́к (нем. Mund — рот + Stück — кусок) — часть духового музыкального инструмента, обычно съёмная, которой исполнитель касается ртом.
Мундштук и губы (либо мундштук и трость) генерируют звуковые волны, соответственно, форма и размер мундштука влияют на тембр инструмента. Форма мундштука зависит от класса инструмента: у продольной флейты, кларнета, саксофона он клювообразный, у медных духовых — чашкообразный. Внутри мундштук может иметь простую коническую (как у охотничьего рога) или сложную форму: так, у кларнета коническая полость кончается скошенным параллелепипедом. Чем меньше мундштук, тем проще на нём играть высокие ноты. Мундштуки производят из дерева, пластика, металла и стекла.
Положение губ относительно мундштука при игре на медных духовых инструментах меняется: к примеру, играя на корнете, валторне и тубе, музыкант помещает его так, чтобы на 2/3 он касался верхней губы, а на 1/3 — нижней; в случае с трубой — наоборот.